# Злітна смуга (фільм, 1962)
«Злітна смуга» (фр. La Jetée, варіант перекладу «Термінал») — чорно-білий 28-хвилинний фантастичний фільм французького режисера Кріса Маркера 1962 року, відзначений премією Жана Віго. Виконаний у техніці фотороману: образний ряд складається з фотографій, що змінюють одна одну. Картину Маркера вписано в історію кіно як один із найвизначніших і найвпливовіших зразків кінофантастики.

## Сюжет
Фільм відкриває урочиста літургія Петра Гончарова «Хресту Твоєму» у виконанні хору Олександро-Невського собору. Після термоядерного удару третьої світової війни парижани, що залишилися живими, живуть у підземних катакомбах Парижа. Вони роблять спроби подорожей у часі в надії знайти в майбутньому нащадків і отримати від них їжу, медикаменти та енергетичні установки «в ім'я того, щоб минуле та майбутнє допомогли сьогоденню».
Головний герой, бувши ув'язненим, змушений погодитися на подорож у часі. Його постійно переслідує епізод його дитинства, в якому він стає свідком убивства в терміналі аеропорту Орлі. Цей епізод використовують під час подорожі в часі. Мандрівника закидають все далі і далі у минуле. Мандрівник зустрічається та розмовляє з жінкою, яка була разом із убитим. Після успішної подорожі до минулого експериментатори закидають головного героя в майбутнє.
У майбутньому він зустрічається з людьми відродженого суспільства. Після повернення до сучасності героя засуджують до смерті, але люди майбутнього пропонують перенести його в майбутнє і приєднатися до них. Він відмовляється, просячи повернути його в минуле, до терміналу аеропорту Орлі. Потрапивши в минуле, він розуміє, що вбита людина, яку він бачив у дитинстві — він сам, і що він побачив власну смерть з боку.

## Акторський склад
| Актор                          | Роль                   |
| ------------------------------ | ---------------------- |
| Жан Негроні                    | оповідач               |
| Гелен Шателейн                 | Жінка                  |
| Даво Аніш (фр. Davos Hanich)   | Чоловік                |
| Жак Леду                       | експериментатор        |
| Лігія Браніс                   | жінка з майбутнього    |
| Жанін Кляйн (фр. Janine Klein) | жінка з майбутнього    |
| Вільям Кляйн                   | чоловік із майбутнього |

## Кінокритика
«Злітна смуга» — єдиний ігровий фільм знаменитого документаліста Криса Маркера і один із перших фільмів про суб'єктивне переживання подорожей у часі. Кінокритики порівнюють його з оповіданнями Борхеса і «Минулого літа в Марієнбаді» напарника Маркера за документальними проєктами 1950-их років, Алена Рене. Протягом усього свого творчого шляху прустіанці Маркер і Рене були зачаровані всесиллям і разом з тим недосконалістю пам'яти. Як пишуть автори кіноенциклопедії allmovie:
Фотомонтажна техніка фільму, здається, відбиває імпресіоністичну природу пам'яті, із фрагментів якої суб'єкт складає осмислений візуальний образ. В одній зі сцен кохана головного героя вдивляється в камеру — і раптом несподівано моргає. Витончений і водночас безвідмовно шокувальний фільм «Злітна смуга» блискуче підриває правила створення кіно, змушуючи глядачів переглянути свої установки щодо не лише кіно, але й часу, пам'яті і того, як ми сприймаємо дійсність.

## Цікаві факти
- У фільмі основною музичною темою є музика літургійної пісні Хресту Твоєму, автор якої Петро Гончаров.

- За припущенням Джима Гобермана, «Злітна смуга» стала першим фільмом, породженим чарами класичного фільму Альфреда Гічкока «Запаморочення», де головний герой нав'язливо і з фатальними для себе наслідками намагається відтворити мить заповітної психічної травми[15][K 1] .

## Вплив
- У статті 1966 року Джеймс Баллард навів «Злітну смугу» як приклад успішної кінофантастики[9] .
- Єдина сцена, що рухається, з дівчиною, що моргає, була процитована Рідлі Скоттом в культовому фільмі «Той, хто біжить по лезу» (1982)[9].
- Наративний прийом і сюжет «Злітної смуги», аж до відсилань до «Запаморочення» Хічкока, взяли за основу сценаристи фільму «12 мавп» (1995), хоча режисер останнього Террі Гілліам в інтерв'ю англійському кінокритику Іену Крісті стверджує, Маркера, а тільки переглядав видану книгу фотографій з «Злітної смуги», не читаючи закадровий текст, що супроводжує їх[16][17] .

## Виноски
Коментарі
1. ↑  У фільмі «Без сонця»[en] (1982) Маркер проходить місцями, де знімали «Запаморочення», і повідомляє, що дивився його 19 разів.

Примітки
1. ↑  http://stopklatka.pl/film/filar
2. 1 2  http://www.allocine.fr/film/fichefilm_gen_cfilm=4788.html
3. 1 2  http://www.filmaffinity.com/en/film677007.html
4. ↑  Як зазначив Дж. Гоберман, такий фільм можна демонструвати навіть на архаїчному зоопраксископі.
5. ↑  The Top 50 Greatest Films of All Time | British Film Institute. Архів оригіналу за 1 березня 2017. Процитовано 4 серпня 2012.
6. ↑  Ъ-Weekend — Параллели реальности. Архів оригіналу за 16 березня 2012. Процитовано 16 березня 2012.
7. ↑  La Jetée (1963) — The Criterion Collection. Архів оригіналу за 1 березня 2012. Процитовано 2 березня 2012.
8. 1 2  La jetée (1962) — Review — AllMovie. Архів оригіналу за 29 червня 2012. Процитовано 2 березня 2012.
9. 1 2 3  La Jetée: анализ вселенной и истории. Архів оригіналу за 17 лютого 2015. Процитовано 17 березня 2006.
10. ↑  Таким чином, сюжет фільму передбачає принцип самоузгодженості Новикова.
11. ↑  La Jetee/ Sans Soleil — DVD review [Архівовано 2011-09-26 у Wayback Machine.] // The Observer.
12. ↑  Emma Wilson. Alain Resnais. — Manchester University Press, 2006. P. 67.
13. ↑  Nadine Boljkovac. Intimacy and Prophecy: Marker and Resnais's Memories[недоступне посилання з Сентябрь 2018]. — Academia.edu
14. ↑  Senses of Cinema — Marker, Resnais, Varda: Remembering the Left Bank Group. Архів оригіналу за 13 березня 2012. Процитовано 2 березня 2012.
15. ↑  The Lost Futures of Chris Marker by J. Hoberman | NYRblog | The New York Review of Books. Архів оригіналу за 17 вересня 2012. Процитовано 2 вересня 2012.
16. ↑  Терри Гиллиам. Интервью. Беседы с Иэном Кристи. СПб.: Азбука-классика, 2010. ISBN 978-5-9985-0857-8
17. ↑  Интервью (Беседы с Иэном Кристи) = Gilliam on Gilliam. history-library.com. Архів оригіналу за 15 червня 2017. Процитовано 25 червня 2017.